# I Got 5 on It
Singles de Luniz avec Michael Marshall
Playa Hata
(1995)
I Got 5 on It est une chanson de Luniz, sortie en mai 1995 en tant que premier single de leur premier album Operation Stackola. Le titre devient rapidement populaire et participa à la réussite de l'album qui sera le plus gros succès du groupe. Le chanteur de RnB Michael Marshall participa à l'enregistrement de la chanson.

## Contenu
"I got 5 on it", expression américaine, signifie que l'on est prêt à payer la moitié d'un pochon de hashish avec une autre personne, le prix d'un pochon valant 10 dollars au milieu des années 1990[réf. nécessaire]  :

« Kinda broke so ya know all I gots five, I got five

Unless you pull out the fat, crispy five dollar bill on the real before its history

I got 5 on it, let's go half on a sack »

Cette chanson sample les titres Why You Treat Me So Bad du groupe Club Nouveau (1987), Jungle Boogie de Kool and the Gang (1973) et Top Billin de Audio Two (1987). Additionnellement, de nombreux remixes de percussions sont utilisés.

## Classements
Le titre atteint la deuxième place des charts allemands, troisième places en Grande-Bretagne et huitième place aux États-Unis. Il fut certifié disque de platine par la RIAA le 31 octobre 1995, après avoir été vendu à un million d'exemplaires.

## Autres versions
Les instrumentaux du titre I Got 5 on It furent repris dans la chanson Satisfy You de Puff Daddy (featuring R. Kelly). Certaines parties de la chanson (parole ou instruments) ont été partiellement reprises par un certain nombre de rappeurs : The Game, Yo Gotti, Lloyd Banks, Lil' Flip ou encore Potluck. Le remix de cette chanson fut repris par Twiztid sur son album Man's Myth (Vol. 1). Cette version, nommée "Bonus Flavor", intégrait d'autres remix comme Insane Clown Posse, Blaze Ya Dead Homie, Anybody Killa, Esham et Lavel. L'instrumental de la chanson fut samplé par le chanteur de R&B J. Holiday sur son single Bed. La partie instrumentale fut reprise par Jennifer Lopez sur son titre I'm Gonna Be Alright (featuring Nas). Big Sean a aussi utilisé le rythme de cette musique dans une reprise de cette chanson intitulée 5 Bucks (5 on It) (avec Chip tha Ripper et Curren$y) sur sa mixtape Finally Famous Volume 3 : BIG.
L'instrumentale est aussi en partie reprise en 1997 par le groupe brésilien Sistema Negro dans le titre Verão na V.R.

## Liste des chansons
12" single
A-side:
1. I Got 5 on It (version originale) — 4:13
2. I Got 5 on It (version instrumentale) — 4:14

B-side:
1. So Much Drama (version LP) avec Nik Nack — 5:14
2. So Much Drama (version instrumentale) — 5:14

CD single (version U.S.)
1. I Got 5 on It (version raccourcie) — 3:59
2. I Got 5 on It (remix) avec Dru Down, E-40, Humpty Hump (Shock G), Richie Rich, Shock G, Spice 1 — 4:12
3. I Got 5 on It (remix funk gumbo) remixé par N.O. Joe (4:50)
4. I Got 5 on It  — 4:12

Cassette single
A-side:
1. I Got 5 on It (version raccourcie)
2. I Got 5 on It (remix) featuring Dru Down, E-40, Humpty Hump, Richie Rich, Shock G, Spice 1
3. I Got 5 on It (drop zone rub 1)
4. I Got 5 on It (drop zone rub 2)

B-side:
1. I Got 5 on It (remix)
2. I Got 5 on It (remix) featuring Dru Down, E-40, Humpty Hump, Richie Rich (2), Shock G, Spice 1
3. I Got 5 on It (drop zone rub 1)
4. I Got 5 on It (drop zone rub 2)

## Meilleurs classements
| Classement (1995/96)                     | Meilleur classement |
| ---------------------------------------- | ------------------- |
| Autriche (Ö3 Austria Top 40)             | 6                   |
| Belgique (Flandre Ultratop 50 Singles)   | 5                   |
| Belgique (Wallonie Ultratop 50 Singles)  | 7                   |
| Europe (Eurochart Hot 100)               | 6                   |
| France (SNEP)                            | 6                   |
| Allemagne (Media Control AG)             | 2                   |
| Ireland (IRMA)                           | 6                   |
| Pays-Bas (Nederlandse Top 40)            | 1                   |
| Pays-Bas (Single Top 100)                | 2                   |
| Nouvelle-Zélande (RMNZ)                  | 24                  |
| Norvège (VG-lista)                       | 2                   |
| Suède (Sverigetopplistan)                | 2                   |
| Suisse (Schweizer Hitparade)             | 2                   |
| Royaume-Uni (UK Singles Chart)           | 3                   |
| Royaume-Uni (UK R&B Chart)               | 1                   |
| US Billboard Hot 100                     | 8                   |
| US Billboard Hot R&B/Hip-Hop Songs       | 4                   |
| Classement (1998)                        | Meilleur classement |
| UK Singles (The Official Charts Company) | 28                  |

## Classement annuel
| Classement annuel (1995)         | Position |
| -------------------------------- | -------- |
| U.S. Billboard Hot 100           | 36       |
| Classement annuel (1996)         | Position |
| Austrian Singles Chart           | 34       |
| Belgian (Flanders) Singles Chart | 18       |
| Belgian (Wallonia) Singles Chart | 22       |
| Dutch Top 40                     | 28       |
| French Singles Chart             | 32       |
| Swiss Singles Chart              | 22       |

## Dans la culture populaire
La chanson apparaît dans la bande originale du jeu Grand Theft Auto V sorti en 2013, sur les ondes de la radio West Coast Classics.
En 2019, la chanson est présente dans la bande originale du film Us et est également citée dans un des dialogues comme étant un classique.